# Moros y cristianos (gastronomia)

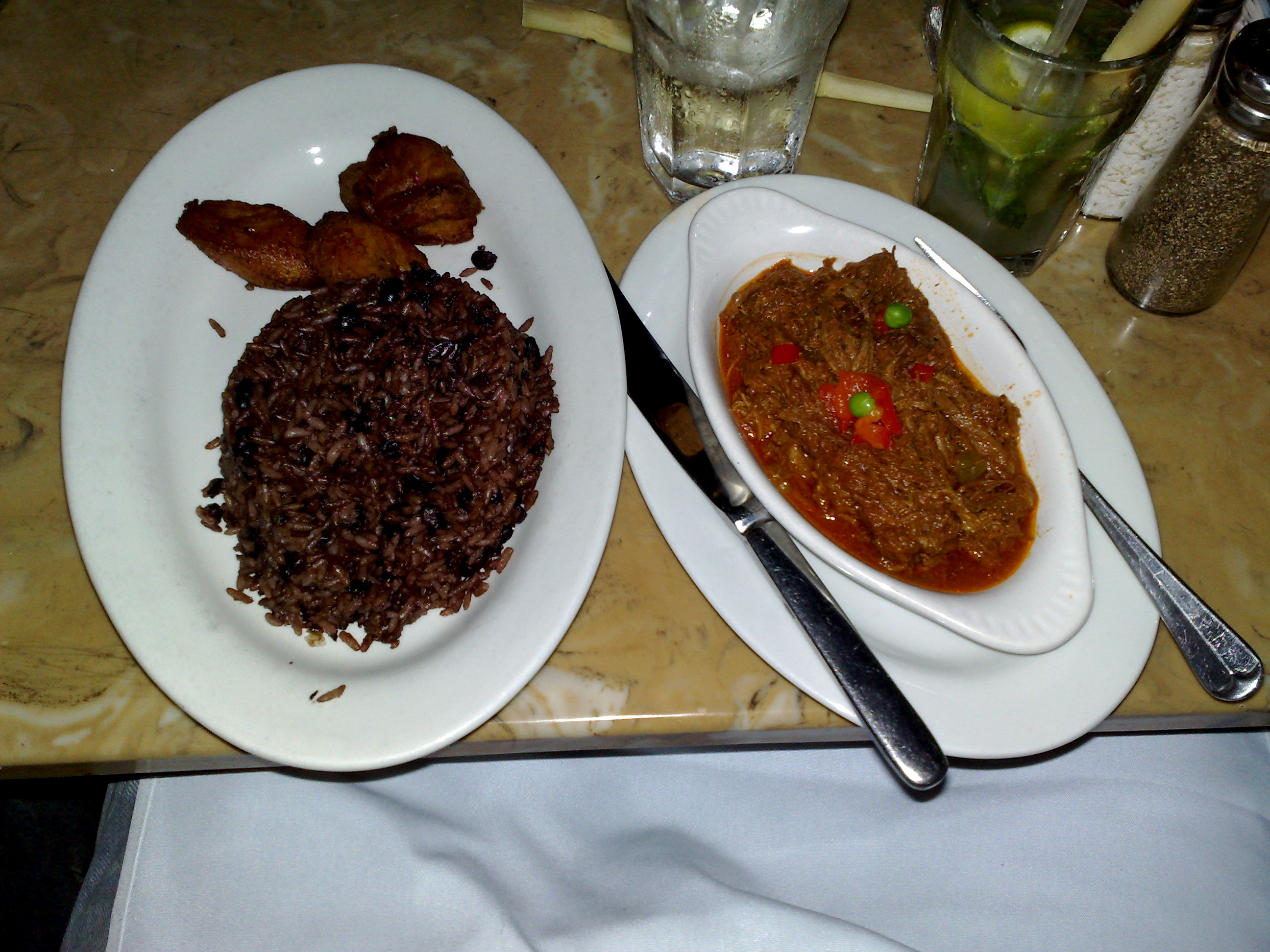
Moros y cristianos (po lewej) w towarzystwie dania mięsnego ropa vieja

Moros y cristianos (także: cristianos y moros lub congris) – danie charakterystyczne dla kuchni karaibskiej, zwłaszcza kubańskiej, portorykańskiej i dominikańskiej. Znane także na Florydzie. Na Kubie jest daniem narodowym.
Podstawą dania jest ryż podawany z fasolą. Moros oznacza Maurów (czarna fasola), zaś cristianos – chrześcijan (biały ryż). Gotowaną fasolę i ryż przygotowuje się osobno, a miesza dopiero po ugotowaniu i przeschnięciu, co daje dwubarwne wrażenie kolorystyczne. Jako przyprawy dodaje się, zależnie od kuchni: czosnek, cebulę, oregano, kminek, liście laurowe i pieprz zielony. Potrawę podaje się m.in. na uroczystościach i spotkaniach rodzinnych na całych Karaibach.